# Can Sala de Dalt
Can Sala de Dalt és una masia d'Arenys de Munt (Maresme), catalogada com a bé cultural d'interès local.

## Història
El 1210, Pere de Sala va obtenir del monestir de Sant Pol l'exempció de la remença per a ell i els seus descendents. Cap al 1432, els Sala es van lliurar del domini del monestir i van començar a exercir com a senyors feudals, establint terres en emfiteusi a altres pagesos per a que els paguessin censos i els retessin homenatge.
El 1601, Bernat de Sala i Cabanyes (1571-1618) es va casar amb Elena Alemany i Fàbregas (1584-1616), de Blanes, filla d'Esteve Alemany i Florit, un ric mercader amb un important patrimoni, que seria heretat pel seu fill Bernat de Sala i Alemany, que el 1625 es va casar amb Magdalena Vivet, donant origen a la branca Sala-Alemany.
Per altra banda, el seu germà Francesc de Sala i Alemany (1604-1645), mercader i hereu del mas, es va casar el 1624 amb Elisabet Ferrer (1609-1643), filla d'Antoni Ferrer de l'Alzina, mariner d'Arenys de Mar, i de Maria Cabanyes. El seu fill Bernat de Sala i Ferrer (1628-1684) es va casar el 1646 amb Magdalena Fontanella, procedent d'una família ben situada, i l'hereu Josep de Sala i Fontanella (1651-1706) es va casar el 1680 amb Gertrudis Vivet, donant lloc a la branca Sala-Vivet.
El 1690, la seva germana Maria Àngela (1655-1709) es va casar amb el comerciant holandès Joan Kies, dedicat a l'exportació de vins i aiguardents del  Camp de Tarragona.
Francesc de Sala-Alemany i Vivet (1629-1671), fou clavari de la construcció de la nova  església i del campanar de Sant Martí d'Arenys i el 1647 es casà amb la seva cosina Maria Masdeu i de Sala. El seu fill Francesc de Sala-Alemany i Masdeu (1648-1691) es va casar el 1680 amb Maria Santgenís, filla d'un ric mercader. El matrimoni va tenir dos fills, Tiburci, eclesiàstic i doctor en lleis, i Francesc (1683-1736), que el 1703 es va casar amb la seva cosina i pubilla Maria Teresa de Sala i Vivet, unificant-se així les dues branques de la família. La única filla del matrimoni, Maria Francesca de Sala-Alemany i de Sala-Vivet (1707-1789), es va casar el 1729 amb Ramon de Sanç i de Montrodon (1699-1754), fill del militar austriacista Francesc Sanç i de Miquel (1667-1757). que participà en el setge de Barcelona, i el 1727 marxà a l'exili a Viena, fent donació dels seus béns a Ramon.
El 1747, l'hereu Ramon Sanç i de Sala-Montrodon (1730-1791) es va casar amb Marianna de Barutell i de Càrcer, pubilla de Bonaventura de Barutell i d’Asprer, baró d'Oix, Talaixà, Puig-Barutell i Bestracà, i de Teresa de Càncer i de Bellver. L'hereu Bonaventura Sanç i de Barutell (1748-1806) es va casar amb Maria Teresa de Gregorio i Paternó, néta de Leopoldo de Gregorio, marquès d'Esquilache, i morí el 1806 d'una estranya malaltia, essent succeït pel seu fill Bonaventura Sanç i de Gregorio, que fou tinent del regiment d'hússars espanyols i alcalde de Barcelona.
Bonaventura va morir solter el 1868, però va tenir un fill natural amb Juliana de Morán, l'advocat Josep Garcia i Morán, reconegut posteriorment com a Josep Sanç i Morán. Aquest es va casar dues vegades, primer amb una cosina, Joana Mercè de Gregorio, i més tard amb Maria Dolors de Venero i Sisteré, filla d'Antonio Venero de Valera, administrador de les rendes estancades del Principat, com ara salines, argent viu, pólvora, paper timbrat, plom, tabac i sofre. Va morir sense descendència el dia de Sant Martí del 1884 a Can Sala de Dalt, i amb ell s'extinguí la nissaga. La seva vídua va gaudir de l'usdefruit de l'extens patrimoni dels Sanç, impedint heretar a tots els descendents de Maria Lluïsa. El 20 de juny del 1910, Dolors de Venero va sol·licitar el títol pontifici de comtessa de Llívia i va anar comprant als hereus legítims l'extens patrimoni que havia estat del seu marit. A la seva mort, Can Sala de Dalt va passar als Font de Venero i als seus descendents.

## Descripció
És una masia de planta rectangular i coberta a quatre vessants, envoltada de la finca de conreu. En un angle de la casa hi ha una torre mirador coberta, també a quatre vessants. La casa consta de planta baixa i dos pisos. Al cantó esquerre hi ha adherida una capella, actualment restaurada, i un celler; actualment hi viuen uns masovers. Aquest cos tanca el pati per aquest costat, ja que tota la casa es troba envoltada per un mur que la protegeix. A la façana principal hi ha un portal rodó amb grans dovelles i finestres a cada cantó, amb una reixa de ferro forjat. Al primer pis les finestres estan emmarcades amb pedra i les llindes són rectes. A la llinda de la finestra principal hi ha gravat el nom de Jesús i la data de 1629, que podria ser la de finalització de la construcció. La façana acaba amb una cornisa d'obra, un maó i dues teules.
A l'entrada hi ha encara una roda de molí per moldre les olives. La capella que està al costat de la casa té un campanar d'espadanya i actualment està en desús. S'hi venerava la Mare de Déu del Bon Tornar.